# Radice (matematica)
In matematica, una radice (o zero) di una funzione {\displaystyle f} è un elemento {\displaystyle x} nel dominio di {\displaystyle f} tale che {\displaystyle f(x)=0}. La definizione quindi generalizza la nozione di radicale, che è in questa chiave la radice delle funzioni della forma:
{\displaystyle f(x)=x^{n}-a.}
Questa definizione è molto importante in algebra quando {\displaystyle f} è un polinomio.
Il teorema fondamentale dell'algebra garantisce l'esistenza di un numero di radici (contate con molteplicità) uguale al grado del polinomio.
Tra i casi non polinomiali più studiati, l'ipotesi di Riemann è una famosa congettura riguardante gli zeri della funzione zeta di Riemann.

## Definizione
Sia {\displaystyle f\colon X\to Y} una funzione fra due insiemi, tale che {\displaystyle Y} contiene un elemento "zero". Ad esempio, {\displaystyle Y} può essere l'insieme dei numeri reali, interi, o un qualsiasi altro gruppo. Un elemento {\displaystyle x\in X} è una radice di {\displaystyle f} se
{\displaystyle f(x)=0.}
In altre parole, se l'immagine di {\displaystyle x} tramite {\displaystyle f} è zero (vedi la voce nucleo per una trattazione da un punto di vista algebrico).

## Esempi
Denotiamo con {\displaystyle \mathbb {R} } l'insieme dei numeri reali. Si consideri la funzione polinomiale {\displaystyle f\colon \mathbb {R} \to \mathbb {R} } data da:
{\displaystyle f(x)=x^{2}-6x+9.}
Il numero 3 è radice di {\displaystyle f}, perché {\displaystyle f(3)=3^{2}-(6\times 3)+9=0}. Più in generale, le radici di una funzione {\displaystyle f\colon \mathbb {R} \to \mathbb {R} } sono i punti in cui il grafico di {\displaystyle f} interseca l'asse {\displaystyle x}. Tra queste, la funzione esponenziale non ha radici, mentre la funzione seno ne ha infinite.

## Molteplicità di una radice
Si definisce la molteplicità di una radice {\displaystyle a} di un polinomio {\displaystyle p(x)} come il numero intero positivo {\displaystyle n} tale che
{\displaystyle p(x)=(x-a)^{n}q(x),}
dove {\displaystyle q(a)} è diverso da zero. In altre parole, per il teorema di Ruffini, {\displaystyle n} è il numero massimo di volte per cui possiamo dividere {\displaystyle p} per {\displaystyle x-a}.
Se il polinomio {\displaystyle p} si fattorizza in polinomi di primo grado come
{\displaystyle p(x)=(x-a_{1})\cdots (x-a_{n}),}
con {\displaystyle a_{1},\ldots ,a_{n},} non necessariamente distinti, allora la molteplicità di {\displaystyle a} è il numero degli {\displaystyle a_{i}} che sono uguali ad {\displaystyle a}. La molteplicità è però definita in generale, anche nel caso in cui il polinomio non si possa fattorizzare in polinomi di primo grado, perché siamo nel campo dei numeri reali, o semplicemente perché non riusciamo a farlo: ad esempio si vede subito che il polinomio
{\displaystyle p(x)=x^{7}-14x^{5}+3x^{3}-741x^{2}}
ha 0 che è una radice con molteplicità 2, infatti
{\displaystyle p(x)=x^{2}q(x),\quad q(x)=x^{5}-14x^{3}+3x-741}
e 0 non è radice di {\displaystyle q}.

### Numero di radici
Usando il teorema di Ruffini si dimostra facilmente per induzione che un polinomio {\displaystyle p(x)} di grado {\displaystyle n} ha al più {\displaystyle n} radici, nel modo seguente: 
- se {\displaystyle n=1} otteniamo una equazione di primo grado, che ha sempre una sola soluzione;
- per {\displaystyle n>1}: se {\displaystyle a} è una radice di {\displaystyle p}, allora il teorema di Ruffini asserisce che {\displaystyle p(x)=(x-a)q(x)}, dove {\displaystyle q} è un altro polinomio di grado {\displaystyle n-1}. Per l'ipotesi induttiva {\displaystyle q} ha al più {\displaystyle n-1} radici distinte. D'altra parte, se {\displaystyle p(x)=0} allora {\displaystyle (x-a)=0} oppure {\displaystyle q(x)=0}: quindi una radice di {\displaystyle p} è {\displaystyle a} oppure è radice di {\displaystyle q}. Quindi {\displaystyle p} ha al più {\displaystyle n} radici.

Sempre usando il teorema di Ruffini, si vede che {\displaystyle p} ha {\displaystyle n} radici se e solo se possiamo scrivere
{\displaystyle p(x)=(x-a_{1})\cdots (x-a_{n}),}
dove {\displaystyle a_{1},\ldots ,a_{n}} sono numeri reali distinti (le radici di {\displaystyle p}).

#### Radici multiple e valore della derivata
Il teorema di Ruffini permette di osservare facilmente che se {\displaystyle a} è una radice con molteplicità superiore a 1, allora la derivata del polinomio si annulla in {\displaystyle a,} cioè {\displaystyle p'(a)=0}. Basta osservare che il polinomio si scompone come {\displaystyle p(x)=(x-a)^{2}q(x)} e che calcolando la derivata, si ottiene un polinomio multiplo di {\displaystyle x-a.}

#### Equazionep(x) =b
Sia {\displaystyle p(x)} un polinomio di grado {\displaystyle n.} L'equazione {\displaystyle p(x)=b} è equivalente a {\displaystyle p(x)-b=0}. Poiché {\displaystyle p(x)-b} è un polinomio di grado {\displaystyle n}, l'equazione ammette sempre {\displaystyle n} radici (contandole con molteplicità). È possibile dimostrare che esistono al massimo {\displaystyle n-1} valori di {\displaystyle b} per cui l'equazione ammette radici multiple (equivalentemente: esistono al massimo {\displaystyle n-1} valori di {\displaystyle b} per cui la controimmagine {\displaystyle p^{-1}(b)} ha cardinalità inferiore a {\displaystyle n}).
La dimostrazione utilizza quanto detto sopra rispetto al fatto che se {\displaystyle a} è una radice con molteplicità superiore a 1, allora la derivata {\displaystyle p'(a)} si annulla.

## Radici di polinomi reali

### Determinazione completa
Un polinomio in una variabile a coefficienti reali è interpretabile come una particolare funzione {\displaystyle p\colon \mathbb {R} \to \mathbb {R} }. Lo studio delle radici di un dato {\displaystyle p} è stato sempre un problema centrale nello sviluppo della matematica, che equivale a risolvere l'equazione {\displaystyle p(x)=0}, il cui grado è pari al grado di {\displaystyle p}. Il teorema di Niels Henrik Abel e Paolo Ruffini asserisce che non esistono sempre formule analoghe per le equazioni di grado maggiore al quarto, per cui è necessario l'ausilio della teoria dei gruppi. Alcune di queste sono tuttavia riconducibili con la Regola di Ruffini a equazioni di grado minore o uguale al quarto, per cui la soluzione sotto forma di radicale esiste sempre.

### Determinazione parziale
- Il criterio di Cartesio trova il numero massimo di radici reali positive e/o negative di un polinomio di grado finito.
- Il criterio di Routh-Hurwitz trova invece il numero di radici a parte reale positiva e/o negativa di un polinomio di grado finito.
- Il criterio di Jury stabilisce se un polinomio di grado finito abbia radici di modulo minore di uno.

### Polinomi semplici notevoli
Un polinomio a coefficienti reali di grado dispari ha sempre una radice reale, mentre esistono polinomi di grado pari (arbitrariamente alto) che non ne hanno. In particolare:
- un polinomio di primo grado ha sempre una radice reale;
- un polinomio di secondo grado ha due radici reali se il discriminante è strettamente positivo, due coincidenti se è nullo, due complesse coniugate se è negativo;
- un polinomio di terzo grado ha 1 o 3 radici reali.

## Polinomi e radici complesse
Un polinomio reale può non avere radici: ad esempio {\displaystyle p(x)=x^{2}+1} non ne ha, perché {\displaystyle x^{2}\geq 0} per ogni {\displaystyle x\in \mathbb {R} }. Per questo motivo sono stati introdotti i numeri complessi, che soddisfano molte proprietà mancanti ai numeri reali. Visto nel campo dei numeri complessi, lo stesso polinomio {\displaystyle p(x)=x^{2}+1} ha due radici: {\displaystyle \pm i}.
Il teorema fondamentale dell'algebra asserisce infatti che un qualsiasi polinomio {\displaystyle p} a coefficienti complessi ha almeno una radice (il campo complesso è algebricamente chiuso). Usando il teorema di Ruffini come sopra, si dimostra come conseguenza che {\displaystyle p} si può sempre scrivere come
{\displaystyle p(x)=(x-a_{1})\cdots (x-a_{n}),}
dove {\displaystyle a_{1},\ldots ,a_{n}} sono numeri complessi non necessariamente distinti.
Inoltre, il teorema delle radici complesse coniugate garantisce che se un polinomio a coefficienti reali ha {\displaystyle a_{n}} come radice, allora anche il suo complesso coniugato {\displaystyle {\overline {a_{n}}}} è una sua radice.

## Determinazione numerica
Viene in aiuto, per calcolare gli zeri di funzioni non polinomiali, l'analisi numerica, che ha sviluppato vari metodi iterativi che, seppur non fornendo il valore esatto del punto, vi si avvicinano con approssimazioni accettabili. I metodi principali sono:
- Metodo della bisezione
- Metodo delle tangenti o di Newton-Raphson
- Metodo delle secanti
- Iterazione di punto fisso